# Dumbo
Chú voi biết bay Dumbo (tên gốc: Dumbo) là một phim hoạt hình sản xuất bởi Disney dựa vào truyện cùng tên của Helen Aberson và Harold Perl vào năm 1941 cùng với hãng RKO Radio Pictures. Bộ phim được ra mắt vào ngày 23/10/1941 để thu lại lợi nhuận do với mức kinh phí thấp của bộ phim Fantasia. Và bản chuyển thể của phim được ra mắt vào ngày 29/3/2019 do Tim Burton đạo diễn.

## Nội dung
Một đàn cò mang những em bé bay ngang qua đoàn xiếc thú đang được vận chuyển bằng tàu lửa đến từ "Winter Quarters". Bà voi Jumbo, một trong những con voi trong đoàn xiếc, nhận được con của mình là chú voi con luôn bị chọc ghẹo bởi những cô voi khác vì đôi tai lớn bất thường của mình và họ đặt cho cậu cái tên là "Dumbo" (nghĩa là ngu ngốc).
Trong một lần đoàn xiếc đang lắp ráp, bà Jumbo mất bình tĩnh khi thấy Dumbo bị các cậu bé con người xúm lại trêu chọc, bà lao vào giải cứu Dumbo nhưng bị nhốt lại và được cho là nổi điên. Dumbo bị những con voi khác xa lánh và mẹ của cậu không thể bảo vệ cậu, chỉ còn lại Dumbo đơn độc. Chú chuột Timothy Q thông cảm với hoàn cảnh của Dumbo đã quyết định sẽ làm Dumbo vui vẻ trở lại, tự đề nhiệm mình sẽ làm cố vấn và bảo vệ cho Dumbo.
Giám đốc đoàn xiếc muốn Dumbo làm đỉnh của đội hình kim tự tháp, nhưng Dumbo đập trượt lên đôi tai của mình và bỏ lỡ vị trí đứng làm cho đội hình tan vỡ và làm các con voi khác bị thương. Kết quả là Dumbo phải đóng giả làm một chú hề, diễn với một sợi dây và giả vờ rơi xuống một thùng gỗ chứa đầy bánh. Trái ngược với sự nổi tiếng và danh tiếng mới của mình, Dumbo không thích công việc này và khốn khổ hơn bao giờ hết.
Để khiến Dumbo vui lên, chú chuột Timothy đưa cậu đến gặp lại mẹ của mình. Trên đường trở về, Dumbo khóc nấc lên và bắt đầu nấc cụt, vì vậy Timothy cho cậu uống nước trong một cái thùng gỗ, nhưng họ không biết rằng có một chai rượu sâm banh bị đổ bên trong thùng. Và kết quả là cả Dumbo và Timothy đều say rượu và gặp ảo giác về con voi màu hồng.
Vào sáng hôm sau, Dumbo và Jiminy cùng thức dậy trên một cái cây. Timothy tự hỏi rằng sao họ có thể lên một cái cao được và đáp án của anh là Dumbo đã sử dụng đôi tai của mình như một đôi cánh để bay lên cành cây. Cùng với sự giúp sức của một đàn quạ, Jimothy có thể giúp Dumbo bay lần nữa, sử dụng mánh khóe tâm lý về "ma thuật lông vũ" để thúc đẩy sự tự tin của cậu.
Quay trở về đoàn xiếc, Dumbo biểu diễn trong một tòa nhà cao tầng đang bốc cháy và phải nhảy xuống miếng bạt ở chân tòa nhà. Lúc nhảy xuống, Dumbo bị tụt mất chiếc lông vũ, Timothy nhanh chóng bảo rằng chiếc lông vũ đó không có ma thuật gì cả vậy nên cậu vẫn có thể bay. Dumbo có thể đâm đầu xuống miếng bạt nhưng cậu đã giang rộng đôi tai của mình và bay xung quanh đoàn xiếc, cuối cùng cậu trả đũa những kẻ hành hạ mình.
Sau màn trình diễn này, Dumbo trở nên nổi tiếng trên các phương tiện truyền thông, Timothy trở thành quản lý của cậu, Dumbo và bà Jumbo có được một toa tàu của riêng họ trên tàu xiếc.

## Lồng tiếng
- Edward Brophy - Timothy Q. Mouse
- Herman Bing - The Ringmaster
- Margaret Wright - Casey Junior
- Sterling Holloway - Stork
- Cliff Edwards - Jim Crow
- Hall Johnson Choir - Crow Chorus
- Verna Felton - Matriarch/Mrs. Jumbo
- Noreen Gammill - Elephant Catty
- Dorothy Scott - Elephant Giddy
- Sarah Selby - Elephant Prissy
- Billy Bletcher - Clown #1
- Eddie Holden - Clown #2
- Billy Sheets - Clown #3, Joe
- Malcolm Hutton - Skinny
- Harold Manley - Boy #1
- Tony Neil - Boy #2
- Chuck Stubbs - Boy #3
- John McLeish - Narrator
- The Sportsmen - Themselves

## Nhạc phim
Bài hát nổi bật nhất trong phim là "Baby Mine", "Pink Elephants On Parade", và "When I See an Elephant Fly".
Ngoài ra còn có: 
- "Look Out For Mister Stork"
- "Casey Junior"
- "Song Of The Roustabouts"
- "The Clown Song"

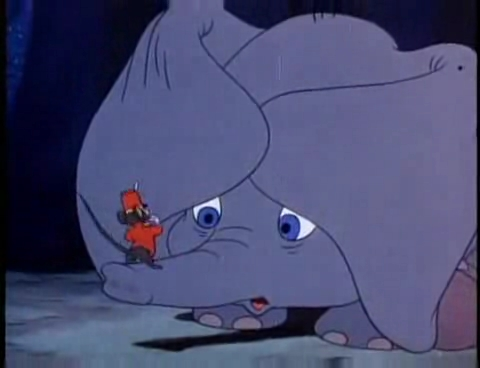
Dumbo trong phim năm 1941
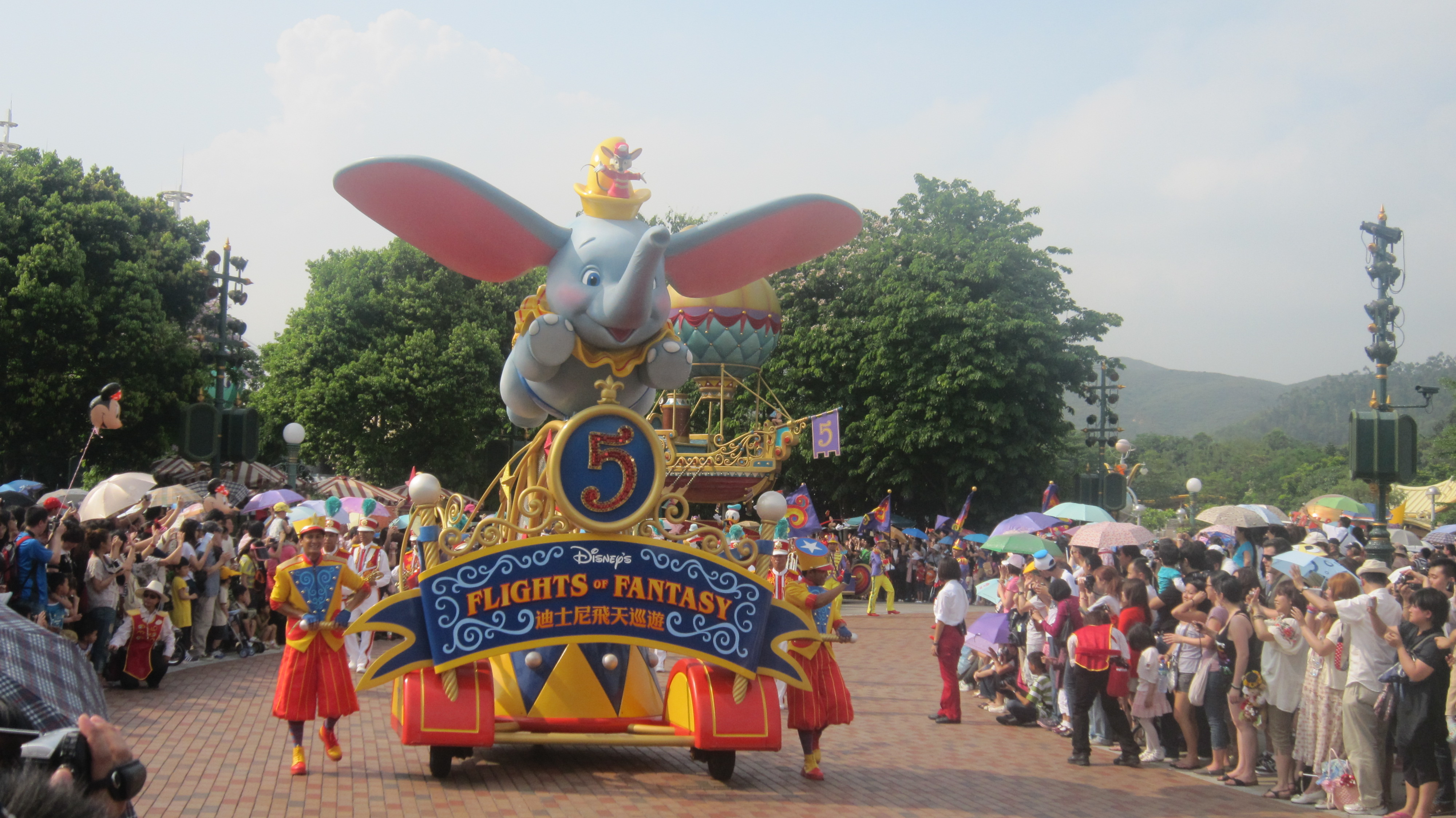
Hình tượng Dumbo trong văn hóa ngày nay
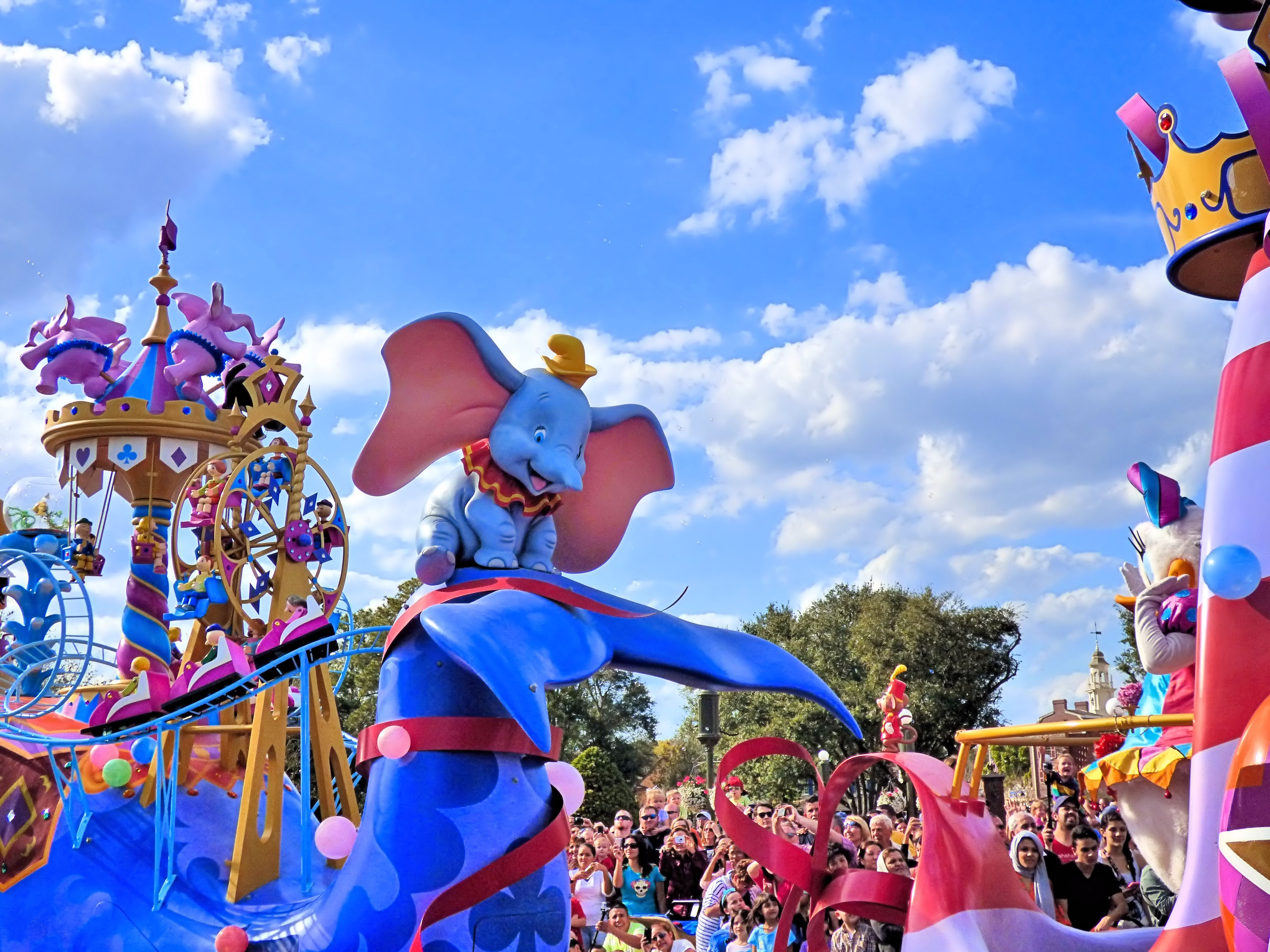